# ريدجلاند (كارولاينا الجنوبية)
ريدجلاند (بالإنجليزية: Ridgeland town, South Carolina)‏ هي بلدة تقع بولاية كارولاينا الجنوبية في الولايات المتحدة. تبلغ مساحتها 126.41 كم2، وترتفع عن سطح البحر 17 م، بلغ عدد سكانها 4,036 نسمة في عام 2010 حسب إحصاء مكتب تعداد الولايات المتحدة وتصل الكثافة السكانية فيها 31.9 نسمة لكل كيلومتر مربع (82.6/ميل2).

## التركيبة السكانية
حدّد مكتب تعداد الولايات المتحدة بيانات التركيبة السكانية لريدجلاند في تعداد الولايات المتحدة. في ما يلي، التركيبة السكانية حسب تعدادي 2000 و2010.

### تعداد عام 2000
بلغ عدد سكان ريدجلاند 2,518 نسمة بحسب تعداد عام 2000، وبلغ عدد الأسر 517 أسرة وعدد العائلات 333 عائلة مقيمة في البلدة. في حين سجلت الكثافة السكانية 19.9 نسمة لكل كيلومتر مربع (51.5/ميل2). وبلغ عدد الوحدات السكنية 597 وحدة بمتوسط كثافة قدره 4.7 لكل كيلومتر مربع (12.2/ميل2).
وتوزع التركيب العرقي للبلدة بنسبة 44.64% من البيض و49.17% من الأمريكيين الأفارقة و0.16% من الأمريكيين الأصليين و0.75% من الأمريكيين ذوي الأصول الآسيوية و4.69% من الأعراق الأخرى و0.60% من عرقين مختلطين أو أكثر و7.63% من الهسبانيون أو اللاتينيون من أي عرق.
بلغ عدد الأسر 517 أسرة كانت نسبة 38.1% منها لديها أطفال تحت سن الثامنة عشر تعيش معهم، وبلغت نسبة الأزواج القاطنين مع بعضهم البعض 35.2% من أصل المجموع الكلي للأسر، ونسبة 22.1% من الأسر كان لديها معيلات من الإناث دون وجود شريك، بينما كانت نسبة 7.2% من الأسر لديها معيلون من الذكور دون وجود شريكة وكانت نسبة 35.6% من غير العائلات. تألفت نسبة 29.8% من أصل جميع الأسر من عدة أفراد يعيشون في نفس المنزل ونسبة 14.5% كانت تتألف من شخص يعيش بمفرده يبلغ من العمر 65 عاماً أو أكثر. وبلغ متوسط حجم الأسرة المعيشية 2.53، أما متوسط حجم العائلات فبلغ 3.02.
بلغ العمر الوسطي للسكان 32.7 عاماً. وكانت نسبة 14.7% من القاطنين تحت سن الثامنة عشر، وكانت نسبة 6.3% بين الثامنة عشر والرابعة والعشرين عاماً، ونسبة 14.3% كانت واقعةً في الفئة العمرية ما بين الخامسة والعشرين والرابعة والأربعين عاماً، ونسبة 8.9% كانت ما بين الخامسة والأربعين والرابعة والستين، ونسبة 7.8% كانت ضمن فئة الخامسة والستين عاماً فما فوق. يوجد لكل 100 أنثى 99.1 ذكر، ويوجد لكل 100 أنثى في الثامنة عشر من عمرها فما فوق 94.0 ذكر.
بلغ متوسط دخل الأسرة في البلدة 27,679 دولارًا، أما متوسط دخل العائلة فبلغ 37,647 دولارًا. وكان متوسط دخل الذكور 21,900 دولارًا مقابل 20,938 دولارًا للإناث. وسجل دخل الفرد الخاص بالبلدة 7,394 دولارًا. وكانت نسبة 20% من العائلات ونسبة 24.4% من السكان تحت خط الفقر، وكان من هؤلاء نسبة 32.1% تحت سن الثامنة عشر ونسبة 14.5% في الخامسة والستين من العمر وما فوق.

### تعداد عام 2010
بلغ عدد سكان ريدجلاند 4,036 نسمة بحسب تعداد عام 2010، وبلغ عدد الأسر 919 أسرة وعدد العائلات 612 عائلة مقيمة في البلدة. في حين سجلت الكثافة السكانية 31.9 نسمة لكل كيلومتر مربع (82.6/ميل2). وبلغ عدد الوحدات السكنية 1,124 وحدة بمتوسط كثافة قدره 8.9 لكل كيلومتر مربع (23.1/ميل2).
وتوزع التركيب العرقي للبلدة بنسبة 39.74% من البيض و51.21% من الأمريكيين الأفارقة و1.16% من الأمريكيين الأصليين و0.52% من الأمريكيين ذوي الأصول الآسيوية و0.07% من سكان جزر المحيط الهادئ و6.27% من الأعراق الأخرى و1.02% من عرقين مختلطين أو أكثر و15.09% من الهسبانيون أو اللاتينيون من أي عرق.
بلغ عدد الأسر 919 أسرة كانت نسبة 40.7% منها لديها أطفال تحت سن الثامنة عشر تعيش معهم، وبلغت نسبة الأزواج القاطنين مع بعضهم البعض 36.8% من أصل المجموع الكلي للأسر، ونسبة 23.2% من الأسر كان لديها معيلات من الإناث دون وجود شريك، بينما كانت نسبة 6.6% من الأسر لديها معيلون من الذكور دون وجود شريكة وكانت نسبة 33.4% من غير العائلات. تألفت نسبة 27.4% من أصل جميع الأسر من عدة أفراد يعيشون في نفس المنزل ونسبة 10.9% كانت تتألف من شخص يعيش بمفرده يبلغ من العمر 65 عاماً أو أكثر. وبلغ متوسط حجم الأسرة المعيشية 2.79، أما متوسط حجم العائلات فبلغ 3.38.
بلغ العمر الوسطي للسكان 31.6 عاماً. وكانت نسبة 19.5% من القاطنين تحت سن الثامنة عشر، وكانت نسبة 14.4% بين الثامنة عشر والرابعة والعشرين عاماً، ونسبة 37.2% كانت واقعةً في الفئة العمرية ما بين الخامسة والعشرين والرابعة والأربعين عاماً، ونسبة 20.4% كانت ما بين الخامسة والأربعين والرابعة والستين، ونسبة 8.5% كانت ضمن فئة الخامسة والستين عاماً فما فوق. وتوزع التركيب الجنسي للسكان بنسبة 64.2% ذكور و35.8% إناث.

## وصلات خارجية
- الموقع الرسمي